# Hartley-Merrill
A Sundance-hez kötődő nemzetközi forgatókönyvírói díj, melyet Robert Redford, David Putnam, Thomas Gottschalk, Ted és Dina Merrill alapított. 

## Kezdet
1988-ban Moszkvában rendezett Szovjet-Amerikai Filmtalálkozón vett részt Ted Hartley, az egykori hatalmas hollywoodi stúdió az RKO igazgatója. Az eseményen többek közt Nyikita Mihalkovval folytatott beszélgetés eredményeként az RKO vezetője felismerte, hogy az akkor még hivatalosan leeresztett, de már egyre foszlottabb vasfüggöny másik oldalán a szovjet filmeseknek támogatásra van szükségük a nemzetközi megjelenéshez. A következő évben Ted és felesége Dina Merrill (az RKO elnökhelyettese és színésznő) meghirdette az első Hartley-Merrill pályázatot szovjet forgatókönyvíróknak, amelyre több mint 6000 pályázat érkezett.

## Történet
Az egykori Szovjetunió után pedig a régió számos országa, így Magyarország forgatókönyvírói mellett több ázsiai, dél-amerikai ország alkotói is csatlakoztak a megmérettetéshez.
Az esemény szervezésében részt vesz az Amerikai Mozgókép Szövetség (Motion Picture Association of America), a Nemzetközi Filmművészeti Alap (Foundation for International Film Artists) és az Amerikai Írószövetség (Writers’ Guild of America, West). Alapvető cél volt, hogy a kisebb filmgyártó országokat hozzásegítsék forgatókönyvírói kultúrájuk fellendítéséhez. David Puttnam, Robert Redford, Lina Wertmuller, Nyikita Mihalkov, Brad Radnitz és David Williamson közreműködése miatt ez a pályázat volt a világ egyik legbefolyásosabb forgatókönyvírói versenye.
A pályázat alapítása óta a magyar pályázók sokszor a nemzetközi mezőnyben is igen jelentős eredményeket értek el. 1993-ban Enyedi Ildikó Bűvös vadász című forgatókönyve a nemzetközi fordulón első díjat nyert, a könyvből végül film is készült. 1997-ben Czető Bernát László, 1998-ban Gárdos Éva kapták a nemzetközi fordulón az első díjat, és mindkettejük alkotása vászonra került. 2000-ben Szilágyi Andor a nemzetközi versenyben második díjat nyert.

## Filmek
- Többek között a következő forgatókönyvek kerültek megfilmesítésre:
- Enyedi Ildikó: „Bűvös vadász”
- Czető Bernát László: „Rosszfiúk” (rendező: Sas Tamás)
- Gárdos Éva: „Amerikai Rapszódia”
- Fazakas Péter: „PARA”
- Czető Bernát László: "Veszettek" (rendező: Goda Krisztina)

## Megszűnés
A díjra jelölést 20 év sikeres működés után már nem írták ki. Ennek oka részben az alapítók kora, részben az anyagi háttér megszűnése volt. Magyar filmírók mindmáig nem nyertek a Hartley-Merrill díjnál rangosabb elismerést.Hartley-Merrill az idén. filmhu – a magyar moziportál. (Hozzáférés: 2022. december 12.)